# Euparkeria
 Euparkeria  war ein kleines, nur etwas mehr als einen halben Meter langes diapsides Reptil, das in der Unter- und Mitteltrias lebte. Die Typusart Euparkeria capensis, die einzige bisher gefundene Art, ist nur von einer einzigen Fundstelle im Karoo-Becken Südafrikas bekannt.
Euparkeria hatte einen gedrungenen Körper mit 22 Wirbeln und einen langen Schwanz. Die Beine waren schlank, die Hinterbeine 1,5 mal so lang wie die Vorderbeine. Über Rücken und Schwanz entlang der Wirbelsäule zieht sich eine Reihe von Knochenplatten. Die Zähne sind seitlich abgeflacht und bilden kleine Klingen mit gezähnten Rändern.

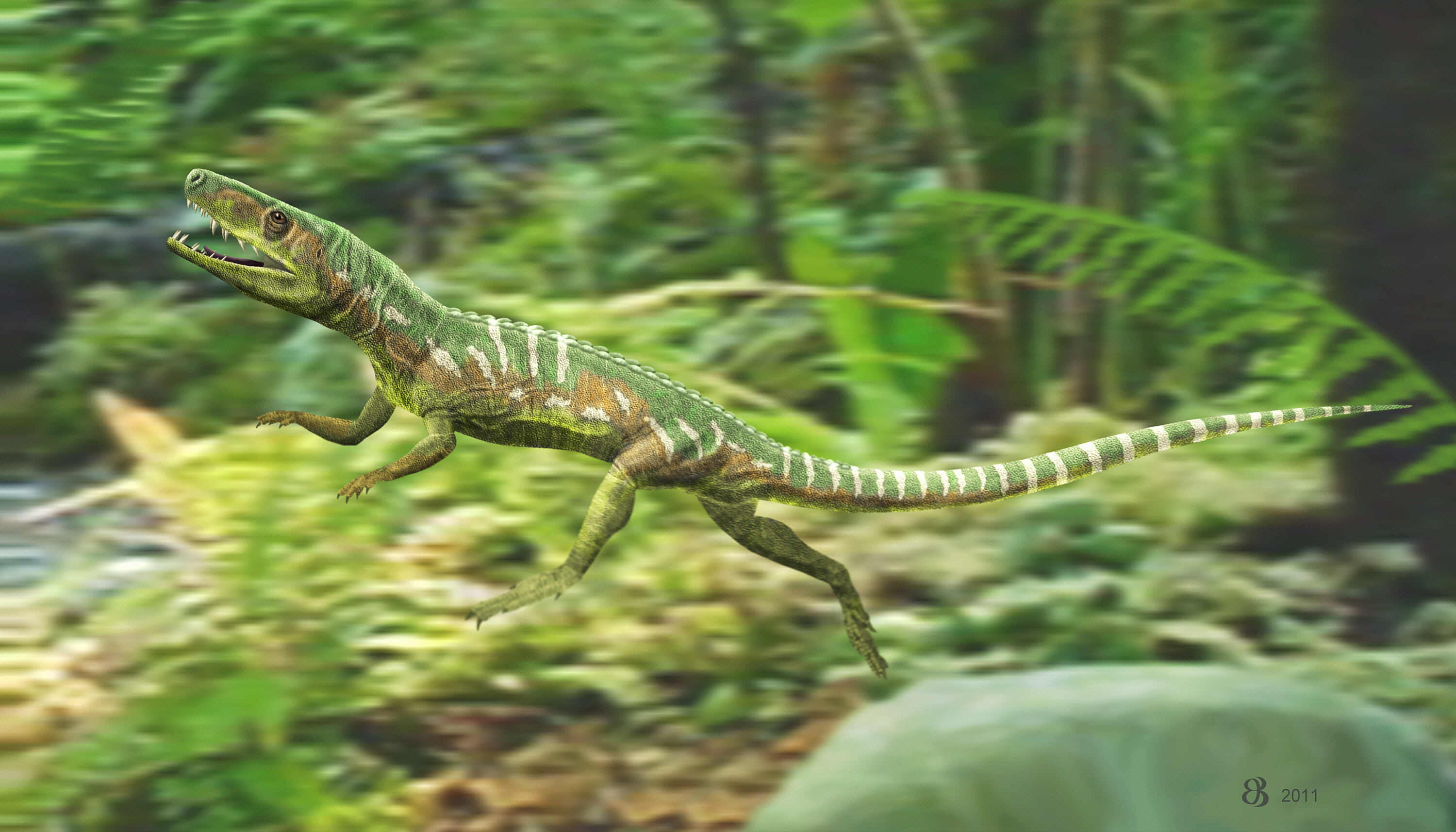
Euparkeria in bipeder Darstellung

In Rekonstruktionen wird Euparkeria meist biped dargestellt, aber der Fuß, die Hinterbeinknochen und die Gelenkflächen sind nicht für eine zweibeinige, aufgerichtete Fortbewegung spezialisiert. Wahrscheinlich konnte Euparkeria, wie die heutigen Basilisken, bei Gefahr auf den Hinterbeinen rennend, schnell flüchten.
Zusammen mit wenigen anderen, weit weniger gut erforschten Gattungen aus dem Mitteltrias von Russland und China bildet Euparkeria die Familie Euparkeridae.